# Anders Retzius
Anders Retzius (nome completo: Anders Adolph Retzius; Lund, 13 de outubro de 1796 — Estocolmo, 18 de abril de 1860) foi um anatomista e antropólogo sueco.                       

Trabalhou no campo da antropologia física, uma área que se desenvolveu depois da sua morte no sentido do racismo biológico.
Inventou o índice cefálico (uma proporção equivalente à percentagem da largura de um crânio em relação ao comprimento) e criou uma coleção de crânios no Instituto Karolinska.

## Biografia
Matriculou-se na Universidade de Lund, em 1812, onde estudou medicina, e alternou com estudos em Copenhague, até que em 1818 tornou-se um médico licenciado em medicina. Através de sua amizade com Jöns Jakob Berzelius, já em 1824 foi nomeado professor temporário de anatomia no Instituto Karolinska, uma instituição à qual dedicou grande parte de sua força por muitos anos. Em 1830 também foi nomeado supervisor temporário lá, e em 1840 nomeado professor permanente e supervisor.[carece de fontes?]
Nas décadas seguintes, fez muitas descobertas anatômicas, por exemplo, sobre as partes mais finas dos dentes, do crânio, dos músculos e do sistema nervoso. Também foi um antropólogo, cujos estudos do crânio humano levaram às classificações dolicocefálico e braquicefálico. Era considerado muito conhecedor e foi eleito em muitas das academias científicas da época. É creditado com a definição do índice cefálico, que é a razão entre a largura e o comprimento da cabeça de uma pessoa.
Retzius era poligenista. Estudou muitos tipos diferentes de crânio, de diversas raças, porque os crânios eram tão díspares de cada raça que acreditava que as raças tinham uma origem separada.
O espaço retropúbico de Retzius é nomeado em sua homenagem.
Retzius também se envolveu na batalha contra os hábitos suecos de beber - que na época tinham um impacto significativo na sociedade sueca - com trabalhos sobre os efeitos nocivos que o licor tem sobre o corpo.
[carece de fontes?]
Em 1826, ele foi eleito membro da Academia Real das Ciências da Suécia.
A Sociedade Sueca de Antropologia e Geografia já havia concedido a medalha Anders Retzius em ouro aos estudiosos líderes mundiais em geografia humana e antropologia. Em 2015, a Sociedade decidiu que era inadequado conceder uma medalha em nome de Retzius considerando suas contribuições para a frenologia.
Ele foi o pai de Gustaf Retzius.